# Leiolepis rubritaeniata
Espèce
Synonymes
- Leiolepis reevesii rubritaeniata Mertens, 1961

Leiolepis rubritaeniata est une espèce de sauriens de la famille des Agamidae.

## Répartition
Cette espèce se rencontre en Thaïlande, au Cambodge, au Laos et au Viêt Nam.

## Publication originale
- Mertens, 1961 : Die Rassen der Schmetterlingsagame, Leiolepis belliana. Senckenbergiana biologica, vol. 42, no 5/6, p. 507-510.